# Shaftesbury Abbey
Shaftesbury Abbey was een abdij in de Engelse stad Shaftesbury, in 888 gesticht door Alfred de Grote. De eerste abdis was zijn dochter Aethelgifu. Het was de enige plek in Engeland waar vrouwelijke kloosterlingen weer terechtkonden, nadat de Vikingen in de negende eeuw nagenoeg alle kloosters en het kloosterleven hadden vernietigd. Ze volgden de regels van Benedictus. De abdij was jarenlang een belangrijk bedevaartsoord.

## Geschiedenis
Op 13 februari 981 vertrok een processie uit Wareham om de relikwieën van koning Eduard de Martelaar naar de abdij over te brengen. De stoet, die acht dagen later toekwam in Shaftesbury, werd begeleid door Dunstan. De nonnen begroeven Eduard aan de noordzijde van het altaar van hun abdijkerk. Knoet de Grote stierf in 1035 in de abdij. Elizabeth, de echtgenote van Robert the Bruce en haar dochter brachten een deel van hun gevangenschap door in Shaftesbury Abbey. In 1491 verbleef koning Hendrik VII hier - het laatste gekroonde hoofd - en in 1501 verbleef Catharina van Aragon in de abdij op weg naar haar huwelijk met prins Arthur (de oudere broer van koning Hendrik VIII).
Ooit bezaten de benedictinessen enorme landerijen en eigendommen die zich uitstrekten van Bradford on Avon in het noorden tot Purbeck in het zuiden. Het was een van de rijkste abdijen van Engeland. Ze werd in 1539 door Thomas Cromwell verwoest, op bevel van Hendrik VIII.

## Afbraak
Ten tijde van de opheffing van de abdijen en kloosters in Engeland werd gezegd dat indien de abdis van Shaftesbury en de abt van Glastonbury Abbey konden huwen, hun zoon rijker zou zijn dan de koning van Engeland. De rijkdom ontsnapte niet aan de ogen van Thomas Cromwell. In 1539 tekende de laatste abdis, Elizabeth Zouche, een akte van afstand. De abdij werd verwoest en haar bezittingen verkocht. Sir Thomas Arundell kocht in 1540 de abdij en een groot deel van Shaftesbury maar hij werd later verbannen op beschuldiging van verraad en zijn bezittingen kwamen in handen van Pembroke en later Anthony Ashley Cooper (7e graaf van Shaftesbury) en ten slotte de Grosvenors.
In 1539 verborg men de relikwieën van Eduard om ontheiliging te voorkomen. Ze werden in 1931 opnieuw ontdekt door Wilson-Claridge tijdens een archeologische opgraving en T.E.A. Stowell bevestigde hun identiteit. De relikwieën worden anno 2011 bewaard in een kerk op het kerkhof van Brookwood in Woking, Surrey.